# Infinite Interactive
Infinity Plus Two（前称Infinite Interactive），是一个游戏开发商，总部设在澳大利亚维多利亚墨尔本。该公司由史蒂夫·福克纳在1989年成立，与SSG合作开发Warlords系列游戏，史蒂夫在2003年将公司完全独立。2011年，该公司被Firemint收购。然而，在2012年末该公司宣布他们重新成为一家独立的开发公司。2019年，公司从Infinite Interactive更名为“Infinity Plus Two”。2021年1月，公司宣布作价450万美元被505游戏收购，成为505游戏旗下第三家游戏开发工作室。